# Neoamerioppia trichosa
Neoamerioppia trichosa är en kvalsterart som först beskrevs av Hammer 1958.  Neoamerioppia trichosa ingår i släktet Neoamerioppia och familjen Oppiidae. Inga underarter finns listade i Catalogue of Life.